# TBP 게이밍
TBP 게이밍(영어: TBP Gaming)은 대한민국의 발로란트 프로게임단, 리그 오브 레전드 아마추어 게임단이다. 이전에는 카트라이더, 카트라이더 러쉬플러스 프로게임단을 운영했다.

## 개요
2020년 9월 26일, 리그 오브 레전드 아마추어 게임단을 창단하였다. 이후 10월 1일, 발로란트 프로게임단을, 2021년에는 카트라이더와 카트라이더 러쉬플러스 프로게임단을 창단하였다.
2021년 10월 29일, 카트라이더, 카트라이더 러쉬플러스 팀을 Team GP에 매각했다.

## 리그 오브 레전드

### 연혁
- 2020년 9월 26일 : TUBEPLE Gaming 창단
- 2021년 10월 12일 : TBP Gaming으로 팀명 변경

### 소속 선수
- 감독 : 김진영
- 코치 : 이원영

| 이름   | 소환사명 | 포지션 | 비고 |
| ------ | -------- | ------ | ---- |
| 신동철 | Apolo    | 탑     | 주장 |
| 김승후 | Meraki   | 정글   |      |
| 박태영 | Sosin    | 미드   |      |
| 문효준 | HyoJun   | 바텀   |      |
| 조현수 | Josoo    | 서포터 |      |

## 발로란트

### 연혁
- 2020년 10월 1일 : TUBPLE Gaming 창단
- 2021년 5월 17일 : 활동을 잠정 중단함.
- 2021년 10월 18일 : 활동을 재개함.[1] TBP Gaming으로 팀명 변경

### 소속 선수
- 감독 : (공석)
- 코치 : (공석)

| 이름 | 닉네임 | 비고 |
| ---- | ------ | ---- |
| -    | -      | 주장 |
| -    | -      |      |
| -    | -      |      |
| -    | -      |      |
| -    | -      |      |

## 크레이지레이싱 카트라이더 (매각)

### 연혁
- 2021년 3월 24일 : 아마추어 게임단 Frozen과 파트너 계약 체결
- 2021년 6월 4일 : TUBEPLE Gaming 정식 창단
- 2021년 10월 12일 : TBP Gaming으로 팀명 변경
- 2021년 10월 29일 : Team GP에 매각 및 운영 종료

### 주요 성적

#### 팀전
- 2021 신한은행 헤이영 카트라이더 리그 시즌 1 5위 (Frozen)
- 2021 신한은행 헤이영 카트라이더 리그 시즌 2 8위 (TUBEPLE Gaming)

#### 개인전
- 2021 신한은행 헤이영 카트라이더 리그 시즌 1 22위 (이명재)
- 2021 신한은행 헤이영 카트라이더 리그 시즌 2 21위 (정유민)
- 2021 신한은행 헤이영 카트라이더 리그 시즌 2 27위 (유민선)

## 카트라이더 러쉬플러스 (매각)
- 2021년 9월 10일 : TUBEPLE Gaming 창단[2]
- 2021년 10월 29일 : Team GP에 매각 및 운영 종료

## 같이 보기
- 발로란트 월드 투어